# Lijst van Fordplatforms
De lijst van Ford-platforms is een lijst van de verschillende onderstellen waarop de auto's van Ford gebouwd zijn. De platforms kunnen per model (sterk) in uitvoering verschillen.
De lijst bevat:
- Foto: een foto van een auto die op het platform gebouwd is.
- Platform: de codenaam van het platform.
- Type: het soort auto.
- Aandrijving: voorwielaandrijving (FWD), achterwielaandrijving (RWD) of vierwielaandrijving (4WD).
- Productie: de jaren waarin de auto geproduceerd is.
- Land: land/regio waar de auto het meest verkocht is.
- Voorbeeld: merken die gebouwd zijn op het platform.

## Lijst
| Wereldwijde lijst van Ford-platforms | Wereldwijde lijst van Ford-platforms                                                 | Wereldwijde lijst van Ford-platforms | Wereldwijde lijst van Ford-platforms | Wereldwijde lijst van Ford-platforms                                                           | Wereldwijde lijst van Ford-platforms | Wereldwijde lijst van Ford-platforms |
| Naam platform/foto                   | Type                                                                                 | Aandrijving                          | Productie                            | Regio                                                                                          | Voorbeeld |                                      |
| ------------------------------------ | ------------------------------------------------------------------------------------ | ------------------------------------ | ------------------------------------ | ---------------------------------------------------------------------------------------------- | --- | ------------------------------------ |
| E8                                   | Hogere middenklasse Coupé uitvoering                                                 | RWD                                  | 2008–heden                           | Australië                                                                                      | Ford FG Falcon/Falcon XT/Falcon XR6/XR8 Ford FG G6/G6E/G6E Turbo FPV FG GS/F6/GT/GT-P/GT E/F6 E |                                      |
| D3                                   | - Hogere middenklasse - Topklasse - SUV                                              | FWD/4WD                              | 1999–heden                           | - Noord-Amerika (Ford, Mercury, Lincoln) - Wereldwijd (Volvo)                                  | Ford Ford Five Hundred Ford Freestyle Ford Taurus X Ford Taurus Ford Police Interceptor (2012-on) Lincoln Lincoln MKS Mercury Mercury Montego Mercury Sable Volvo Volvo S80 I Volvo S60 I Volvo V70 II Volvo XC70 Volvo XC90              |                                      |
| CD3                                  | - Middenklasse - SUV                                                                 | FWD/4WD                              | 2003-heden                           | - Noord-Amerika - Wereldwijd (Mazda)                                                           | Ford Ford Edge Ford Fusion Lincoln Lincoln MKX Lincoln Zephyr/MKZ Mazda Mazda Atenza/Mazda6 Mazda CX-9 Mercury Mercury Milan |                                      |
| DEW98                                | Hogere middenklasse                                                                  | RWD                                  | 2000–heden                           | - Noord-Amerika (Ford, Lincoln) - Wereldwijd (Jaguar)                                          | Ford Ford Thunderbird Jaguar Jaguar S-Type Jaguar XF Lincoln Lincoln LS |                                      |
| EUCD                                 | Middenklasse                                                                         | FWD                                  | 2007–heden                           | - Wereldwijd, uitgezonderd Noord-Amerika (Ford) - Wereldwijd (Land Rover, Volvo)               | Ford Ford Galaxy Ford Mondeo Ford S-Max Volvo Volvo S60 II Volvo V60 I Volvo S80 Volvo V70 Volvo XC60 Volvo XC70 Land Rover LR Freelander/LR2                                                                                             |                                      |
| D2C                                  | pony car                                                                             | RWD                                  | 2005–heden                           | Noord-Amerika (beperkte export)                                                                | Ford Mustang |                                      |
| C170                                 | Compacte middenklasse                                                                | FWD                                  | 1998–2011                            | Wereldwijd                                                                                     | Noord-Amerika Focus voor 2012 |                                      |
| C1                                   | - compacte middenklasse - Compacte middenklasse minivan - middenklasse minivan - SUV | FWD/4WD                              | 2003–heden                           | Wereldwijd                                                                                     | Ford Ford C-MAX Wereldwijd, behalve Amerika voor 2012 Ford Kuga Mazda Mazda Axela/Mazda3 Mazda 5 Mazda MPV Volvo Volvo C30 Volvo C70 Volvo S40 Volvo V50                                                                                  |                                      |
| C2                                   | - compacte middenklasse - compacte SUV - compacte pick-up                            | FWD/4WD                              | 2018-heden                           | Wereldwijd                                                                                     | Ford Ford Bronco Sport Ford Escape Ford Kuga Ford Focus Ford Maverick Lincoln Lincoln Corsair |                                      |
| B3                                   | Compacte klasse                                                                      | FWD                                  | 2004–heden                           | Wereldwijd                                                                                     | Ford Ford Fiesta Ford B-MAX Ford Transit Courier Mazda Mazda Demio/Mazda2 |                                      |
| Panther                              | Topklasse                                                                            | RWD                                  | 1979–2012                            | Noord-Amerika (beperkte export)                                                                | Ford Ford LTD Ford Country Squire Ford Crown Victoria Ford Police Interceptor Mercury Mercury Marquis Mercury Colony Park Mercury Marauder Mercury Grand Marquis Lincoln Lincoln Continental Lincoln Continental Mark VI Lincoln Town Car |                                      |
| EA26                                 | Hogere middenklasse                                                                  | RWD                                  | 1988–1997                            | Australië                                                                                      | Ford Falcon EA/EB/ED/EF/EL |                                      |
| EA169                                | Hogere middenklasse                                                                  | RWD                                  | 1998–2008                            | Australië                                                                                      | Ford AU/BA/BF Falcon/Fairmont Ford Territory Ford Fairlane Ford LTD |                                      |
| Fox                                  | - Hogere middenklasse - pony car                                                     | RWD                                  | 1978–1993                            | Noord-Amerika                                                                                  | Ford Ford Fairmont Ford Granada Ford LTD Ford Mustang Ford Thunderbird Mercury Mercury Capri Mercury Cougar Mercury Marquis Mercury Zephyr Lincoln Lincoln Continental Lincoln Continental Mark VII                                       |                                      |
| SN-95                                | pony car                                                                             | RWD                                  | 1994–2004                            | Noord-Amerika                                                                                  | Ford Mustang |                                      |
| FN10                                 | personal luxury car                                                                  | RWD                                  | 1993–1998                            | Noord-Amerika                                                                                  | Lincoln Mark VIII |                                      |
| MN12                                 | personal luxury car                                                                  | RWD                                  | 1989–1997                            | Noord-Amerika                                                                                  | Ford Thunderbird Mercury Cougar |                                      |
| D186                                 | - Middenklasse - minivan                                                             | FWD                                  | 1986–2007                            | - Noord-Amerika - Australië (Taurus)                                                           | Ford Ford Taurus Ford Windstar Mercury Mercury Sable Lincoln Lincoln Continental |                                      |
| DN5                                  | Middenklasse                                                                         | FWD                                  | 1985-2002                            | Noord-Amerika                                                                                  | Ford Taurus Mercury Sable Lincoln Continental |                                      |
| CDW27                                | Middenklasse                                                                         | FWD                                  | 1993–2009                            | Wereldwijd                                                                                     | Ford Contour Mercury Mystique Ford Mondeo Ford/Mercury Cougar Jaguar X-type |                                      |
| CT120                                | Compacte middenklasse                                                                | FWD                                  | 1989–2002                            | Noord-Amerika                                                                                  | Ford Escort Mercury Tracer |                                      |
| CE14                                 | compacte middenklasse                                                                | FWD                                  | 1981–1994                            | Noord-Amerika                                                                                  | Ford Escort Ford EXP Ford Tempo Mercury LN7 Mercury Lynx Mercury Topaz |                                      |
| CA11                                 | compacte middenklasse                                                                | FWD                                  |                                      | - Noord-Amerika (Mercury) - Azië (Ford) - Oceanië (Ford) - Zuid-Amerika (Ford) - Afrika (Ford) | Ford Laser Mercury Tracer |                                      |
| B                                    | - compacte klasse - pickup - small van                                               | FWD                                  | 1993–2003                            | Wereldwijd (uitgezonderd Noord-Amerika)                                                        | Ford Fiesta Ford Ka Ford Puma Ford Courier Ford Bantam |                                      |
| CT120                                | compacte middenklasse                                                                | FWD                                  | 1989–2002                            | Noord-Amerika                                                                                  | Ford Escort Mercury Tracer |                                      |
| DA                                   | compacte middenklasse                                                                | FWD                                  | 1986–1997                            | Noord-Amerika                                                                                  | Ford Festiva Ford Aspire |                                      |
| GD                                   | - compacte middenklasse - sportive klasse                                            | FWD                                  | 1988–1992                            | Noord-Amerika                                                                                  | Ford Probe Mazda 626 Mazda MX-6 |                                      |
| SA30                                 | Sportieve klasse                                                                     | FWD                                  | 1989–1994                            | - Australië - Noord-Amerika                                                                    | Ford Capri Mercury Capri |                                      |

| Wereldwijde lijst van Ford Pick up /Bestelwagen/ SUV platforms | Wereldwijde lijst van Ford Pick up /Bestelwagen/ SUV platforms | Wereldwijde lijst van Ford Pick up /Bestelwagen/ SUV platforms | Wereldwijde lijst van Ford Pick up /Bestelwagen/ SUV platforms | Wereldwijde lijst van Ford Pick up /Bestelwagen/ SUV platforms | Wereldwijde lijst van Ford Pick up /Bestelwagen/ SUV platforms                                                 | Wereldwijde lijst van Ford Pick up /Bestelwagen/ SUV platforms |
| Naam platform/foto                                             | Type                                                           | Aandrijving                                                    | Productie                                                      | Regio                                                          | Voorbeeld |                                                                |
| -------------------------------------------------------------- | -------------------------------------------------------------- | -------------------------------------------------------------- | -------------------------------------------------------------- | -------------------------------------------------------------- | --- | -------------------------------------------------------------- |
| PN105/106                                                      | compact pickup                                                 | RWD/4WD                                                        | 1983–2011                                                      | - Noord-Amerika - Zuid-Amerika                                 | Ford Ranger Mazda B-Series                                                                                     |                                                                |
| J97M/T6                                                        | - compact pickup - mid-size SUV                                | RWD/4WD                                                        | 2006–heden                                                     | Wereldwijd (behalve Noord-Amerika en Japan)                    | Ford Ford Everest Ford Ranger Mazda Mazda BT-50                                                                |                                                                |
| P2/P3/P4                                                       | full-size pickup                                               | RWD/4WD                                                        | 1997–heden                                                     | Noord-Amerika                                                  | Ford Ford F-Series Ford Super Duty Lincoln Lincoln Blackwood Lincoln Mark LT                                   |                                                                |
| CD2                                                            | compacte SUV                                                   | FWD/AWD                                                        | 2001–heden                                                     | Wereldwijd                                                     | Ford Escape Mazda Tribute Mercury Mariner                                                                      |                                                                |
| UN46/UN105                                                     | - mid-size SUV - luxury SUV                                    | - RWD - 4WD                                                    | 1991–2003                                                      | Noord-Amerika (limited export worldwide)                       | Ford Ford Explorer Ford Explorer Sport Ford Explorer Sport Trac Mazda Mazda Navajo Mercury Mercury Mountaineer |                                                                |
| UN152                                                          | - mid-size SUV - luxury SUV                                    | - RWD - 4WD                                                    | 2002–2005                                                      | Noord-Amerika (limited export worldwide)                       | Ford Ford Explorer Ford Explorer Sport Trac Lincoln Lincoln Aviator Mercury Mercury Mountaineer                |                                                                |
| U251                                                           | - mid-size SUV - luxury SUV                                    | - RWD - 4WD - AWD                                              | 2006–2010                                                      | Noord-Amerika                                                  | Ford Ford Explorer Mercury Mercury Mountaineer                                                                 |                                                                |
| EA169/E265                                                     | large crossover SUV                                            | RWD/AWD                                                        | 2004–heden                                                     | Australia                                                      | Ford Falcon Ford Territory                                                                                     |                                                                |
| D4                                                             | - large crossover SUV - luxury crossover SUV                   | FWD/AWD                                                        | 2009–heden                                                     | Noord-Amerika                                                  | Ford Ford Flex Ford Explorer (2011-on) Lincoln Lincoln MKT                                                     |                                                                |
| T1                                                             | - large SUV - luxury SUV                                       | RWD/AWD                                                        | 2007–heden                                                     | Noord-Amerika                                                  | Ford Expedition Lincoln Navigator                                                                              |                                                                |
| 2005 Ford Excursion                                            | Expanded-length SUV                                            | RWD/4WD                                                        | 2000–2006                                                      | Noord-Amerika                                                  | Ford Excursion                                                                                                 |                                                                |
| V347/V348                                                      | - full-size van - minibus                                      | FWD/RWD                                                        | 2006–heden                                                     | Wereldwijd (behalve Noord-Amerika)                             | Ford Transit Ford Tourneo                                                                                      |                                                                |
| V227                                                           | - cargo van - compacte MPV                                     | FWD                                                            | 2003–heden                                                     | Wereldwijd                                                     | Ford Tourneo Connect Ford Transit Connect                                                                      |                                                                |
| VN                                                             | - full-size van - bus chassis                                  | RWD                                                            | 1975–heden                                                     | Noord-Amerika                                                  | Ford Club Wagon Ford E-Series Ford Econoline                                                                   |                                                                |
| VN1                                                            | large minivan                                                  | RWD/AWD                                                        | 1986–1997                                                      | Noord-Amerika                                                  | Ford Aerostar                                                                                                  |                                                                |
| V2                                                             | large minivan                                                  | FWD                                                            | 1999–2007                                                      | Noord-Amerika                                                  | Ford Windstar Ford Freestar Mercury Monterey                                                                   |                                                                |